# Stereopalpus hirtus
Stereopalpus hirtus är en skalbaggsart som beskrevs av Hatch 1965. Stereopalpus hirtus ingår i släktet Stereopalpus och familjen kvickbaggar. Inga underarter finns listade i Catalogue of Life.